# Jan Ludvík ze Žerotína
Jan Ludvík ze Žerotína, starším pravopisem též ze Zierotina (německy Johann Ludwig von Zierotin, 1. září 1691, Velké Losiny – 13. května 1761 tamtéž), byl moravský šlechtic z rodu Žerotínů. Celým jménem Jan Ludvík hrabě a pán ze Žerotína, svobodný pán z Lilgenau (německy Johann Ludwig Graf und Herr von Zierotin, Freiherr von Lilgenau) .

## Život
Narodil se jako druhý syn svobodného pána, od roku 1706 hraběte Jana Jáchyma ze Žerotína (1667–1716) a Luisy (Ludoviky) Aloisie Vilemíny z Lilgenau († 1738). Měl dalších pět sourozenců:
- Karel ze Žerotína (1691–1712)
- Ludovika Karolína Barbora ze Žerotína (1692–1750)
- Leopold Maxmilián Augustin ze Žerotína (1694–1696)
- Anna Karolína Josefa ze Žerotína (1698–1699)
- Anna Josefa Karolína Markéta (1700-1701)

Po smrti své matky rozené z Lilgenau, která byla poslední svého rodu, připojil se souhlasem císaře Karla VI. lilgenauský znak ke znaku žerotínskému a rod se začal psát jako hrabata ze Žerotína a svobodní páni z Lilgenau.
Byl majitelem panství Velké Losiny, Vízmberk, Bludov, Prusy. Za jeho panování byla vybudována nová žerotínská hrobka a sýpka ve Velkých Losinách, znovu postaven Horní dvůr v Bludově, nově postaven kostelíček Božího Těla nad Bludovem apod.

### Manželství a rodina
Dne 11. června 1716 se v Laxenburgu oženil s hraběnkou Marií Františkou z Herbersteinu (1697–1763), jejímiž rodiči byli Ferdinand Arnošt Karel z Herbersteinu a Terezie Antonie, rozená z Kaisersteina.
Děti:
- Jan Karel ze Žerotína-Lilgenau (1719–1776), majitel panství Loučná nad Desnou
- Františka (Marie Terezie) Josefina ze Žerotína-Lilgenau (1721–1789), ∞ Jan Adam hrabě z Herbersteina
- Ludvík Antonín ze Žerotína-Lilgenau (14. ledna 1723, Vídeň – 26. června 1808, Brno), císařský komorník, zemský soudce na Moravě, kvůli zadlužení prodal panství Velké Losiny roku 1802 Lichtenštejnům, I. manž. Karolína Podstatská z Prusinovic (1738–1764), II. manž. 1766 Maria Terezie ze Schrattenbachu (1737–1808), dáma Řádu hvězdového kříže
- Antonie Oktavie ze Žerotína-Lilgenau (12. listopadu 1726, Velké Losiny – 6. září 1805, Třemešek), ∞ 1754 Emanuel Josef svobodný pán Stillfried z Ratonic (12. ledna 1725 – 8. října 1794)
- Ludovika ze Žerotína-Lilgenau (1727–1754), ∞ Jan Josef hrabě Saint-Julien
- Josef Karel ze Žerotína-Lilgenau (8. října 1728, Velké Losiny – 10. listopadu 1814), majitel panství Bludov, Třemešek, nejvyšší zemský sudí a nejvyšší zemský komorník na Moravě, manž. 1763 Marie Johana ze Schrattenbachu (1742–1818)